# Nordsim Peak
Nordsim Peak är en bergstopp i Antarktis. Den ligger i Västantarktis. Argentina, Chile och Storbritannien gör anspråk på området. Toppen på Nordsim Peak är 1 502 meter över havet.
Terrängen runt Nordsim Peak är lite kuperad. Trakten är obefolkad. Det finns inga samhällen i närheten.